# Улица Братковского (Луцк)
Улица Даниила Братковского (укр.  Вулиця Данила Братковського) — дугообразная улица в историко-культурном заповеднике «Старый Луцк», которая ведёт от площади Братский мост и улицы Данила Галицкого в кафедральный собор Петра и Павла и улицы Кафедральной.

## История
Нынешняя улица Братковского проходит тем местом, где когда-то была окраина природного острова, с которого развивался Луцк. Освоение острова происходило этапами, что было обусловлено природными факторами. Главную роль играли подтопления острова во время наводнений, поэтому заселение территории происходило с понижением уровня воды. В X в. в пределах современной Украины происходили изменения климата, связанные с поднятием уровня вод и общего увлажнения климата . В 1259 г. зафиксированы крупные наводнения на реке Стыр, которая омывала в то время островной Луческ .
Застройка началась на нынешней улице там, где есть её географическое повышение — в южной части. Уже в XVI в. здесь появились первые каменные . Место мало повышенный социальный статус, поскольку располагалось у самой Въездной башни Окольного замка и недалеко от престижного и богатого сапожного квартала край Рыночной площади. Кроме того, недалеко на площади перед входом в замок, то есть уже на собственно городской территории, регулируемой Магдебургским правом, располагался крупнейший и старейший храм центр города — церковь Св. Николая, покровителя Луцка и всех лучан . Ниже этих первых каменных построек проходила так называемая вторая линия укреплений Окольного замка. Это были деревянные конструкции большой длины, которые опоясывали тогдашнее центра города . В XVIII в. укреплений уже не существовало и на конец века этот участок сформировался как городская улица, будучи достаточно застроена. Здесь располагались старые дома, неподалёку была пивная, а новые постройки появились на месте прежних деревянных укреплений. В 1789 г. в доме, который подходил вплотную к колокольне Свято-Троицкого костёла, размещалась аптека пана Жолтовского, которая принадлежала кафедре . Неподалёку был построен костёльный дом, где действовал госпиталь, приют для сирот и другие благотворительные миссии. Улица стала играть большое значение альтернативного пути проезда к латинскому кафедры и Верхнего замка от Глушецкого моста, ведь застройка тогдашнего Луцка была достаточно густой. Глушецкий мост соединял остров с правым берегом Луцка.
На рубеже XIX-XX вв. некоторые старые дома отжили своё, и на их месте появились новые. Первое название улицы — Кредитовая. В 1920 г. изменена на Королевы Ядвиги. В этот период произошло обновление. Старую брусчатку царского периода заменили на каменные шестиугольники местного производства высокого качества и привлекательного вида. Другие улицы города также были выложены таким особым типом мостовой. Для упорядочения тротуара власть выложила новые бордюры со штампом Zarząd Miejski m. Łucka. Было построено несколько новых домов. Во время Второй мировой войны в начале улицы было уничтожено несколько домов. В советское время она носила название Маяковского.

## Современность
В 1990-х улицу переименовали в честь Даниила Братковского. В северной части улицы было заново построено два дома по их первоначальным проектам, найденными в архивах. В начале 2000-х была сделана капитальная реставрация улицы. Сегодня это едва ли не самая красивая улица Луцка, которая сохраняет в большинстве одно-двухэтажные здания XVIII-начала XX в. и некоторые старые экземпляры, уютная, спокойная, без транзитного городского транспорта. Здесь также остались шестиугольная мостовая, оригинальные бордюры и водопроводные люки польских времён. Улица является жилой. Здесь нет ни одного торгового заведения и офиса, кроме восстановленных домов. Во время праздников и различных фестивалей по этой улице происходит движение к замковой площади.

### Дома
| Номер | Описание | Вид |
| ----- | --- | --- |
| 2     | Дом, который был полностью уничтожен во время войны. Но частично отстроен по первоначальному проекту.        |     |
| 2     | Второй дом, который был полностью уничтожен во время войны, но частично отстроен по первоначальному проекту. |     |
| 4     | Пример престижного строительства излома XIX-XX вв. с использованием кирпича двух цветов.                     |     |
| 10    | Памятник архитектуры XIX века.                                                                               |     |
| 20    | Костёльный дом. Памятник архитектуры.                                                                        |     |
| 22    | Оригинальный пример дома кирпичного стиля излома XIX-XX вв.                                                  |     |
| 35    | Памятник архитектуры национального значения. Подвалы дома датируются XVI в. Наземная часть — XVIII вв.       |     |

### Галерея
- Край улицы
- Элемент старого бордюра
- Старая шестиугольная брусчатка
- Скульптура льва
- Костёл над улицей